# Casa Escrivà de l'avinguda de la Ràpita (Amposta)
Casa Escrivà és una torre unifamiliar del municipi d'Amposta inclosa en l'Inventari del Patrimoni Arquitectònic de Catalunya. Està situada a la cantonada d'una illa, de planta rectangular composta per dues seccions, la del bloc de pisos i una altra només amb planta baixa i un petit jardí. Aquest edifici fou construït dins un gran solar on existia anteriorment un molí, i on foren edificades altre cases de la mateixa família.

## Descripció
L'edifici presenta una distribució asimètrica de les diferents parts que l'integren, el bloc central té planta baixa i dos pisos, amb coberta a dues aigües que sobresurt del cos de l'edifici, originant una cornisa amb mènsules. A la dreta d'aquest bloc, i a la mateixa cantonada de l'illa, hi ha un mirador de formes corbes situat a l'esquerra del bloc central i dos cossos més que sobresurten per aquest costat, un amb planta i pis superior, situat a la part interior i un altre només en planta baixa, que demarca el petit jardí, tots dos de coberta plana i el mateix tipus de barana.